# Thrust (album)
| Recensione                        | Giudizio    |
| --------------------------------- | ----------- |
| AllMusic                          | [ 2 ]       |
| Robert Christgau                  | C+          |
| The New Rolling Stone Album Guide | [ 4 ]       |
| Sputnikmusic                      | 3.5 (Great) |
| Piero Scaruffi                    | [ 6 ]       |
| Debaser                           | [ 7 ]       |

Thrust è un album discografico del musicista jazz statunitense Herbie Hancock, pubblicato dalla casa discografica Columbia Records nel settembre del 1974.

## Tracce

### LP
Lato A
1. Palm Grease – 10:34 (Herbie Hancock)
2. Actual Proof – 9:41 (Herbie Hancock)

Lato B
1. Butterfly – 11:18 (Herbie Hancock)
2. Spank-a-Lee – 7:11 (Herbie Hancock, Mike Clark, Paul Jackson)

## Musicisti
- Herbie Hancock – pianoforte elettrico fender rhodes, clavinet honer D-6, sintetizzatore arp odyssey, sintetizzatore arp soloist, sintetizzatore arp 2600, sintetizzatore arp string ensemble
- Bennie Maupin – sassofono soprano, sassofono tenore, saxello, clarinetto basso, flauto contralto
- Paul Jackson – basso elettrico
- Mike Clark – batteria
- Bill Summers – percussioni

Note aggiuntive
- David Rubinson e Herbie Hancock – produttori (per la David Rubinson & Friends, Inc.)
- Registrazioni effettuate al Wally Heider Studios di San Francisco, California
- Fred Catero – ingegnere delle registrazioni (una produzione della Catero Sound Company, San Francisco)
- Adamsdad Management Co., San Francisco – artist management
- Rob Springett – copertina album originale[8]

## Classifica
Album
| Anno | Classifica             | Posizione raggiunta |
| ---- | ---------------------- | ------------------- |
| 1974 | Billboard 200          | 13                  |
| 1974 | Top R&B/Hip-Hop Albums | 2                   |